# Kliucearkî, Muncaci
Kliucearkî (în ucraineană Ключарки) este o comună în raionul Muncaci, regiunea Transcarpatia, Ucraina, formată numai din satul de reședință.

## Demografie
Componența lingvistică a comunei Kliucearkî
     Ucraineană (98,1%)
     Rusă (1,29%)
     Alte limbi (0,62%)
Conform recensământului din 2001, majoritatea populației comunei Kliucearkî era vorbitoare de ucraineană (98,1%), existând în minoritate și vorbitori de rusă (1,29%).